# Viktor Zolotov

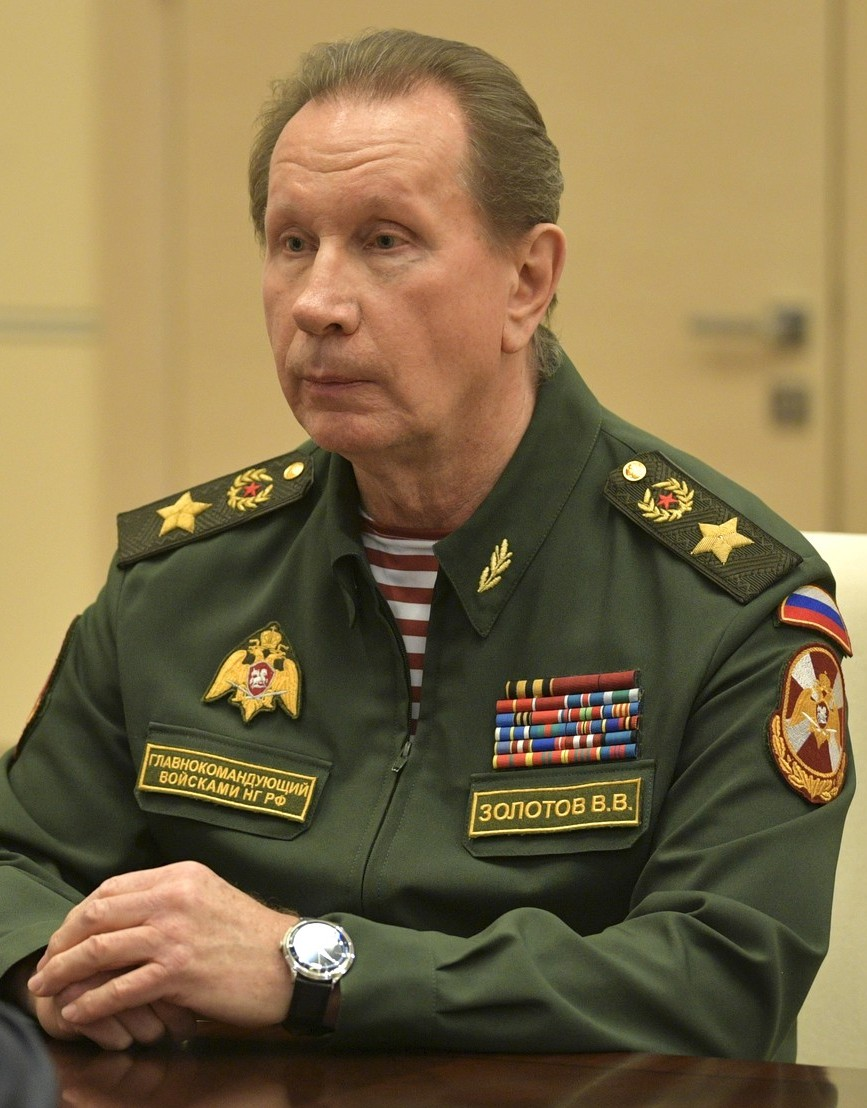
O general Viktor Zolotov.

Viktor Vasilyevich Zolotov (em russo:  Виктор Васильевич Золотов, nascido em 27 de janeiro de 1954) é um militar russo e o atual Diretor da Guarda Nacional da Rússia (Rosgvardiya) e membro do Conselho de Segurança do país.
De 2000 a 2013, ele foi o Chefe de Segurança do Primeiro Ministro da Rússia e Presidente da Rússia, Vladimir Putin, comandando oficiais de segurança que são conhecidos na Rússia como "Homens de Preto" porque usavam óculos escuros pretos e vestiam fatos totalmente pretos. Eles usam uma variedade de armas, incluindo lançadores de foguetes portáteis.
Em 5 de abril de 2016, Zolotov foi nomeado comandante-chefe da Guarda Nacional da Rússia e exonerado das suas funções anteriores - e por um decreto presidencial separado foi nomeado membro do Conselho de Segurança.
Em abril de 2018, os Estados Unidos impuseram sanções a ele e a outros 23 cidadãos russos.
Em agosto de 2018, Zolotov tornou-se um figurante da investigação da Fundação Anticorrupção. Alexei Navalny alegou um roubo de pelo menos US $ 29 milhões em contratos de aquisição para a Guarda Nacional da Rússia. Rapidamente Navalny foi preso, formalmente por promover protestos em janeiro de 2018, e Viktor Zolotov publicou uma mensagem de vídeo em 11 de setembro, onde convocou Navalny para um duelo e prometeu fazer "picadinho suculento" dele.